# Frauenamt
Frauenamt hieß eine Unterorganisation der Deutschen Arbeitsfront (DAF). In der DAF waren nach Zerschlagung der Gewerkschaften in der Zeit des Nationalsozialismus die "Betriebsführer" und ihre "Gefolgschaften" nach dem Gesetz zur Ordnung der nationalen Arbeit organisiert.
Vom Hauptsitz in der Potsdamer Straße in Berlin aus lenkte die DAF ihre 23 Ämter. Parteigenossin Gertrud Scholtz-Klink stand dem Frauenamt der DAF (Amt 16 im Zentralbüro der DAF) und damit den betrieblichen Sozialarbeiterinnen und den örtlichen Frauenämtern in Deutschland und in besetzten Ländern vor. Wie das Frauenamt in Berlin hieß jede örtliche Niederlassung dieser Organisation ein Frauenamt. 
Wie ein Frauenamt den Frauenalltag vor Ort und einzelne Frauenschicksale beeinflusste, ist nur aus Frauentagebüchern und -biografien ableitbar (Forschungsbedarf!). Angeblich ging es nicht darum, Frauen zu beeinflussen, sondern deren Umgebung anders zu gestalten. Entsprechend tönt eine Redneranleitung: "Das Frauenamt der DAF rechnet es zu seiner besonderen Verpflichtung, dafür zu sorgen, daß die Umwelt des Betriebes auch dem Wesen der darin beschäftigten Frau gerecht wird." Was mit dem Wesen der Frau gemeint ist, stellt das Arbeitswissenschaftliche Institut der DAF (Amt 23 im Zentralbüro der DAF) in einer Studie "zum Arbeitseinsatz der Frau in Industrie und Handwerk" dar. Im Zentrum steht angeblich die Schönheit der Frau und ihrer Arbeitswelt. Auch im Rückblick sieht Scholtz-Klink aus der Perspektive der Potsdamer Straße nur generell Die Frau und Das Frauenamt der Deutschen Arbeitsfront (DAF) und nicht die einzelne Frau, die der faschistischen Bürokratie am Arbeitsplatz oder in einem örtlichen Frauenamt ausgesetzt war.
1. ↑  Claus Selzner: Die Deutsche Arbeitsfront, Idee und Gestalt; kurzer Abriss des Wollens des Reichsorganisationsleiters der NSDAP., Dr. Robert Ley, m. d. R., Leiter der Deutschen Arbeitsfront. Schriften der Deutschen Hochschule für Politik. II Der organisatorische Aufbau des Dritten Reiches, Heft 5. Herausgegeben von Paul Meier-Benneckenstein. Berlin, Junker und Dünnhaupt, 1935. 32 Seiten, Seite 19.
2. ↑  "Einziges parteiamtliches" Aufklärungs- und Redner-Informationsmaterial der Reichspropagandaabteilung der NSDAP und des Propagandaamtes der DAF, 3. Jahrgang 4. Lieferung vom April 1936 (Loseblattsammlung) zu den Stichworten "Frau, Sozialarbeit".
3. ↑  Jahrbuch 1940/41, Band I, herausgegeben vom Arbeitswissenschaftlichen Institut der DAF Berlin, Arbeitswissenschaftlicher Verlag GmbH Berlin Seite 373–418
4. ↑  in: Die Frau im Dritten Reich. Eine Dokumentation von Gertrud Scholtz-Klink. Grabert-Verlag-Tübingen 1978; siehe Kapitel 7 Seite 319 bis 358.